# Mopetta
Mopetta war ein bundesdeutsches Kleinstwagen-Projekt aus der zweiten Hälfte der 1950er-Jahre. Es steht
- als Mopetta GmbH für einen ehemaligen bundesdeutschen Automobilhersteller (jedenfalls 1957, möglicherweise 1956 bis 1958),
- als Mopetta für eine ehemalige bundesdeutsche Pkw-Marke dieses Herstellers (nur 1957),
- mit Mopetta als der alleinigen Modellbezeichnung eines Fahrzeugmodells dieses Herstellers (nur 1957) sowie
- vorher und nachher als Teil der Modellbezeichnung der Brütsch Mopetta beziehungsweise der Opelit Mopetta.

Nur eine namentliche Parallele besteht zu zwei österreichischen Kraftfahrzeug-Projekten, dem motorisierten Lasten-Dreirad Mopetta Lastenboy und dem Kleinstwagen Megu Mopetta aus den 1960er-Jahren.

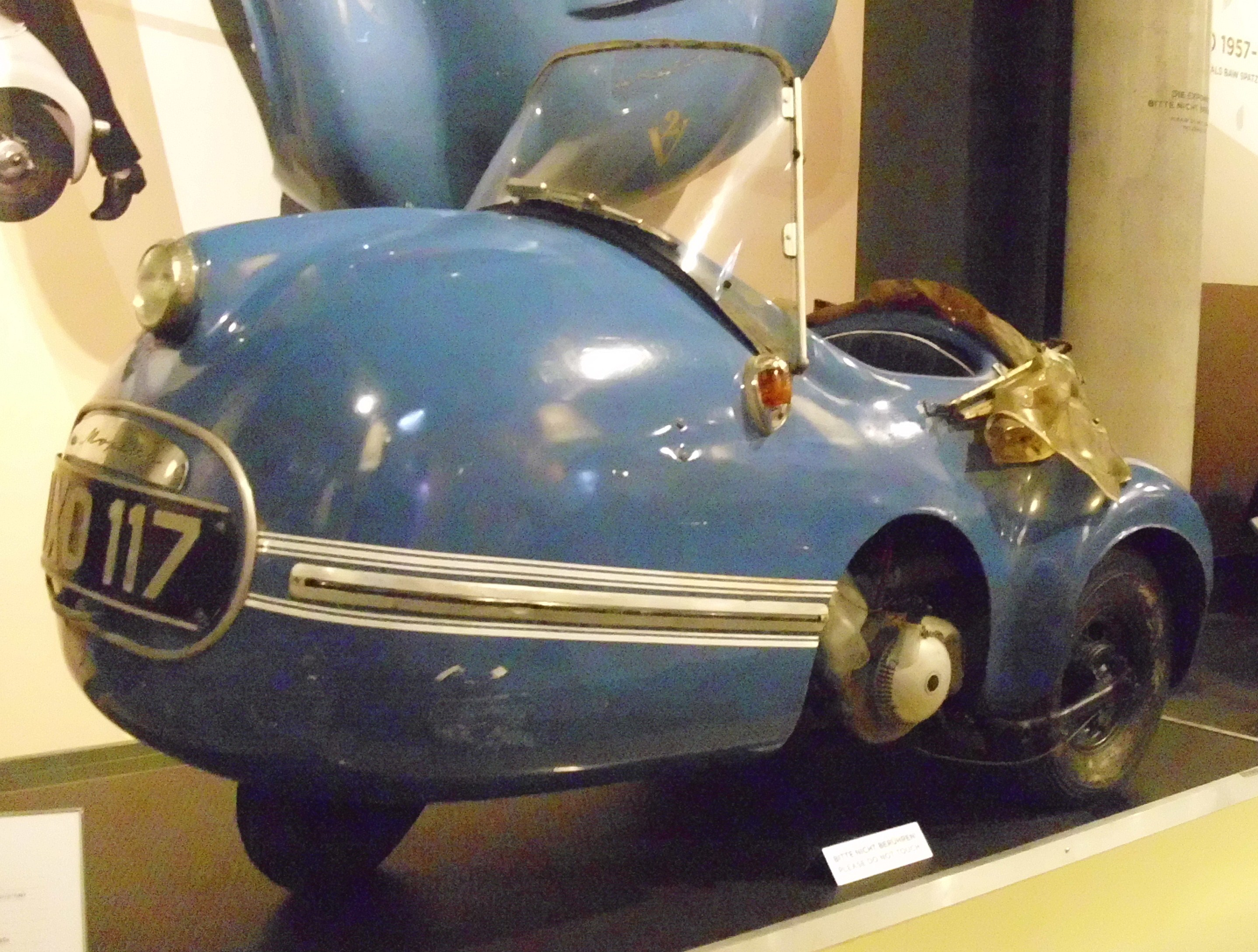
Eine von vermutlich nur noch zwei existierenden originalen Mopettas der Mopetta GmbH von 1957, ausgestellt im Museum PS-Speicher in Einbeck (Lackierung und Linierung entsprechen wahrscheinlich nicht dem Auslieferungszustand)

## Hintergrund und Übersicht
Das bundesdeutsche Mopetta-Projekt steht in engem Bezug zu
- dem Konstrukteur, Unternehmer und ehemaligen Rennfahrer Egon Brütsch aus Stuttgart,
- dem von ihm konstruierten und im Oktober 1956 in Frankfurt am Main vorgestellten Kleinstwagen Brütsch Mopetta und
- dem hessischen Unternehmer Georg von Opel, einem Enkel von Adam Opel.

Die 1956 präsentierte Brütsch Mopetta hatte Egon Brütsch im Verlauf des Jahres 1957 schrittweise weiterentwickelt. Ab dem späten Frühjahr stand er in Kontakt mit Georg von Opel, der daraufhin als Geldgeber, Organisator und schließlich Lizenznehmer in das Fahrzeugprojekt einstieg.
Im Zusammenhang mit der (Weiter-)Entwicklung der Brütsch Mopetta entstand das Unternehmen Mopetta GmbH und Mitte 1957 rückte Mopetta kurzzeitig zur eigenen Automobilmarke auf. In einem weiteren Schritt entstand gegen September 1957 die nächste Entwicklungsstufe; fortan war von der Marke Opelit und der Modellbezeichnung Opelit Mopetta beziehungsweise nur Opelit die Rede. Zur Großserienfertigung, deren Beginn ursprünglich für das Jahresende 1957 vorgesehen war, kam es letztlich nicht. Das Projekt endete, als sich von Opel im Frühjahr 1958 vollständig daraus zurückzog.
Insgesamt entstanden nur 14 Fahrzeuge als Brütsch Mopetta, Mopetta und Opelit Mopetta/Opelit; davon sollen etwa fünf die geänderte Spezifikation als Opelit mit einer neuen Vorderradgabel erhalten haben.

## Die Motivlage
Die Motive, die zur Gründung der Mopetta GmbH und zur Schaffung der Automobilmarke Mopetta führten, sind teilweise unklar. Nur sehr wenige Quellen befassen sich explizit mit diesem Unternehmen und dieser Marke. Zumeist fokussieren sie sich auf die Automobilmarke Brütsch, ferner auf Egon Brütsch und Georg von Opel als den maßgeblichen Personen sowie Einzelheiten zum Fahrzeugmodell; dessen Entwicklungsstufen werden vielfach vereinfachend als Brütsch Mopetta zusammengefasst, obwohl nur einzelne Fahrzeuge tatsächlich der Marke Brütsch zuzuordnen sind.
Die Gründung der Mopetta GmbH und die Schaffung der Automobilmarke Mopetta hatten mehrere Auswirkungen:
- Sie grenzten wirtschaftliche Risiken ab, wie sie aus weiteren Kraftfahrzeugprojekten von Egon Brütsch und anderen wirtschaftlichen Betätigungen Georg von Opels resultierten;
- sie unterstrichen, dass das Fahrzeugmodell zwischenzeitlich weiterentwickelt wurde;
- sie unterstrichen, dass mit Georg von Opel als Geldgeber und neuem Organisator neue Strukturen für die Herstellung und den Vertrieb des Fahrzeugmodells geschaffen wurden;
- sie veränderten dadurch sowie mit dem neuen, einfachen Namen die Vermarktungschancen im Ausland.

## Das UnternehmenMopetta GmbH

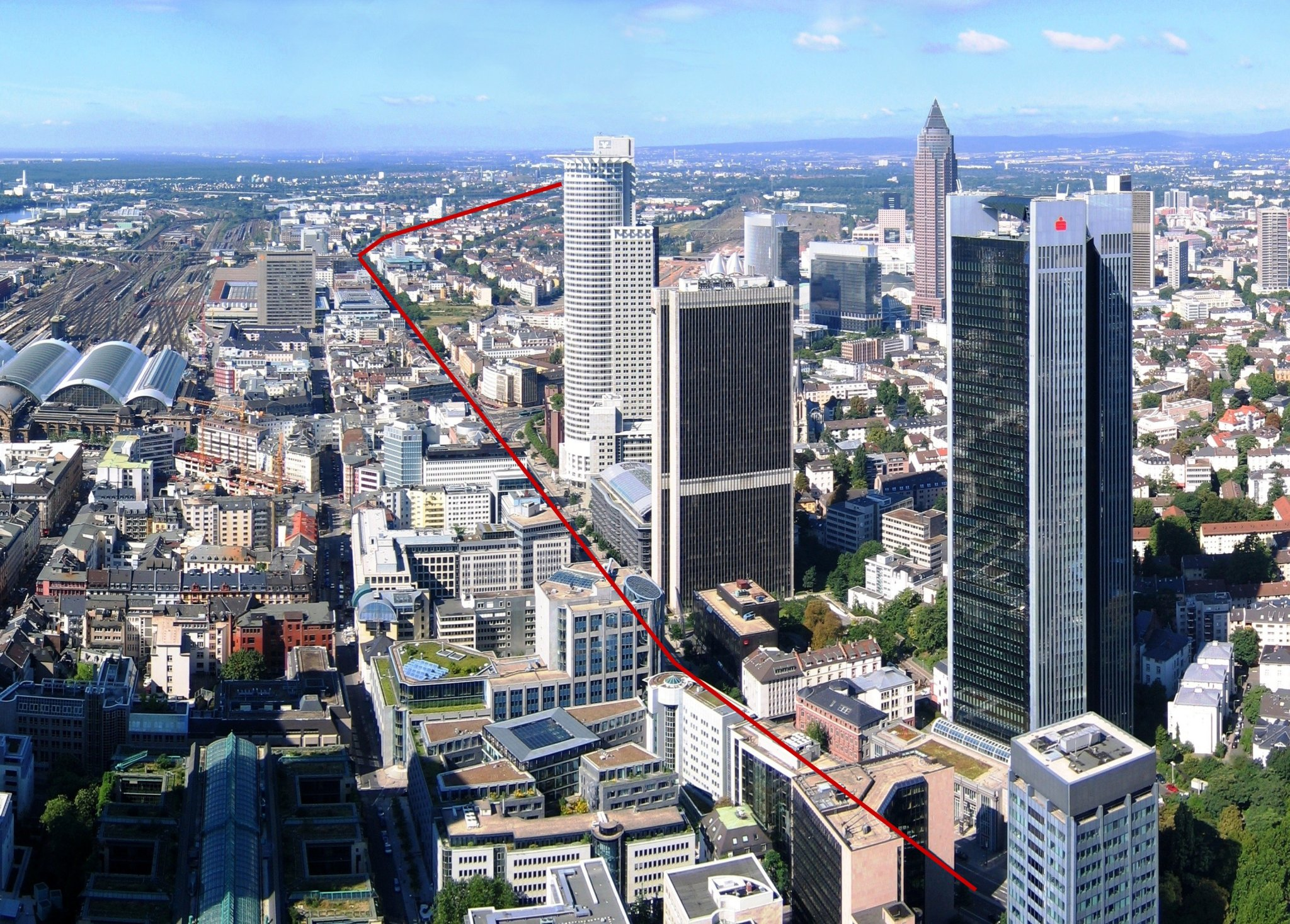
Luftaufnahme der Mainzer Landstraße in Frankfurt am Main; dort hatte die Mopetta GmbH 1957 ihren Sitz (Hausnummer 377–385 liegt im Bild oben hinter dem Rechtsknick auf der linken Seite)

Mopetta GmbH war der Firmenname des Unternehmens, das die Weiterentwicklung, die Herstellung und den Vertrieb des Kleinstwagens übernahm, ohne dass die geplante Großserienfertigung letztlich aufgenommen worden wäre. Es blieb bei einzelnen Automobilen der Marke Mopetta in einstelliger Größenordnung, die rückblickend den Charakter einer Pilot- oder Vorserie haben.

### Allgemeines
Die Quellenlage zu dem Unternehmen Mopetta GmbH ist vergleichsweise schlecht. Gesicherte Angaben enthält ein undatierter, deutschsprachiger Verkaufsprospekt mit acht Seiten im Format DIN A5, in dem zwei verschiedene Mopetta-Fahrzeuge in einer frühen Spezifikation von 1957 abgebildet sind. Durch den angegebenen Verkaufspreis von 1050 D-Mark, die Erwähnung Georg von Opels und das Fehlen der Bezeichnung Opelit lässt sich die Veröffentlichung auf den Zeitraum zwischen Mitte und Herbst 1957 eingrenzen.
Herausgeber dieses Prospekts war die Mopetta GmbH mit Sitz in Frankfurt am Main. Sie war hiernach zugleich Hersteller der Mopetta-Kraftfahrzeuge wie auch zuständig für ihren Vertrieb. Als Geschäftsführer der Gesellschaft mit beschränkter Haftung nach deutschem Recht wird ausdrücklich Georg von Opel genannt, als Anschrift die „Mainzer Landstraße 377–385“ in Frankfurt am Main.
Unter derselben Adresse firmierte bereits ein länger bestehendes Unternehmen Georg von Opels, die Bootswerft Opelit als Hersteller von Booten, Bauelementen, Behältern, Sitzmöbeln und Karosserieteilen aus Kunststoff. Ferner unterhielt Georg von Opel unter der Adresse „Mainzer Landstraße 330–360“ auf der gegenüberliegenden Straßenseite eines seiner Opel-Autohäuser sowie die Zentrale der Unternehmensgruppe Georg von Opel GmbH.

### Speziell zum Unternehmensbeginn
Unklar ist, ob die Mopetta GmbH schon (gegen Ende) 1956 oder erst 1957 gegründet wurde.
Nach einer Quelle befindet sich die Angabe „Mopetta GmbH, Frankfurt/Main“ bereits auf einem Faltblatt zur Brütsch Mopetta, das auf das Jahr 1956 datiert wird. Es ist Teil einer Sammlung von Prospekten und Sonderdrucken verschiedener bundesdeutscher und internationaler Fahrzeughersteller aus dem Zeitraum 1956 bis 1970, die als privater Nachlass im Thüringischen Staatsarchiv in Meiningen archiviert ist.
Eine andere Quelle bestätigt, dass die Mopetta GmbH bereits 1956 in Frankfurt am Main gegründet wurde. In einem englischsprachigen Fachbuch aus dem Jahr 1987 gibt der Automobiljournalist Brian Laban an, dass Egon Brütsch der Gründer gewesen sei; auch soll die Mopetta GmbH weitere Brütsch-Kleinwagenentwürfe weiterentwickelt haben, vor allem Dreiräder, aber auch vierrädrige Modelle wie den in dieser Quelle auf 1955 datierten Pfeil und den V2 von 1957. Allerdings erscheinen weitere Angaben dieser Quelle im Vergleich mit anderen als ungenau und teilweise falsch; zudem lässt sich für die letztgenannten Umstände keine zweite, unabhängige Quelle finden.
Gegen eine Gründung des Unternehmens noch 1956 und für eine solche gegen Mitte 1957 spricht allerdings ein anderer undatierter Verkaufsprospekt. Darin bewirbt noch das einzelkaufmännische Unternehmen Egon Brütsch Fahrzeugbau Stuttgart die Brütsch-MOPETTA Luxusausführung. Die technische Beschreibung, insbesondere der in dem Prospekt angegebene Antrieb des einzelnen, linken Hinterrads sowie das Verdeck entsprechen dem im Frühjahr 1957 eingeführten Stand. Dies lässt den Rückschluss zu, dass die Mopetta GmbH erst gegründet wurde, nachdem Brütsch und Georg von Opel im späten Frühjahr 1957 zusammengetroffen waren.

### Speziell zum Unternehmensende
Unklar ist, in welchem Jahr die Mopetta GmbH aufgelöst wurde. Für das Jahr 1958 und danach gibt es keine Anhaltspunkte mehr für einen Fortbestand des Unternehmens. Dies lässt vermuten, dass die Gesellschaft im Laufe des Jahres 1958 oder schon Ende 1957 aufgelöst wurde. Als Auslöser kommen der Wechsel auf die Bezeichnung Opelit im Herbst 1957 in Betracht, der Ausstieg des Investors Georg von Opel im Frühjahr 1958 oder spätestens die Aufgabe des Automobilbaus durch Egon Brütsch im Herbst 1958.
Unklar ist insbesondere, ob die Mopetta GmbH bis zum Ende des Mopetta-/Opelit-Projekts im Frühjahr 1958 für die Weiterentwicklung, die Herstellung und den Vertrieb zuständig blieb. Möglicherweise wurde sie in diesen Funktionen bereits im Herbst 1957 durch das Unternehmen Opelit Bootswerft & Kunststoff-Gesellschaft abgelöst, das zumindest als neuer Namensgeber der weiterentwickelten Opelit Mopetta beziehungsweise des Opelit fungierte.

### Einordnung des Unternehmens, seine Ausstattung und die heutige Grundstücksnutzung
Die Mopetta GmbH ist hiernach als Ausgliederung und rechtliche Verselbstständigung aus dem einzelkaufmännischen Unternehmen Egon Brütsch Fahrzeugbau Stuttgart zu sehen beziehungsweise – begrenzt auf die Mopetta und gegebenenfalls weitere Modelle – als dessen Nachfolger.
Es liegen keine Anhaltspunkte dafür vor, dass die Mopetta GmbH in Frankfurt vor dem Herbst 1957 eigene Fertigungseinrichtungen besessen hätte. Insbesondere war bei dem Unternehmen Horex im hessischen Bad Homburg vor der Höhe, das bei der geplanten Großserienfertigung als Subunternehmen die Chassis herstellen sollte, noch keine Fertigungsstraße eingerichtet; auch verfügte von Opel zu dieser Zeit noch nicht über separate Hallen zur Karosserieproduktion. Insofern ist davon auszugehen, dass der Konstrukteur Egon Brütsch die Fahrzeuge weiterhin in überwiegender Handarbeit in Süddeutschland baute; sie entstanden jedoch spätestens ab Mitte 1957, frühestens ab Ende 1956 im Auftrag der Mopetta GmbH für diese, statt allein auf Rechnung seines eigenen einzelkaufmännischen Unternehmens Egon Brütsch Fahrzeugbau Stuttgart.
An dem damaligen Unternehmenssitz an der „Mainzer Landstraße 377–385“ in Frankfurt befinden sich heute unter anderem ein großer Supermarkt-Discounter sowie weitere Unternehmen aus dem Bereich Handel und Gewerbe.

## Mopettaals eigene Automobilmarke

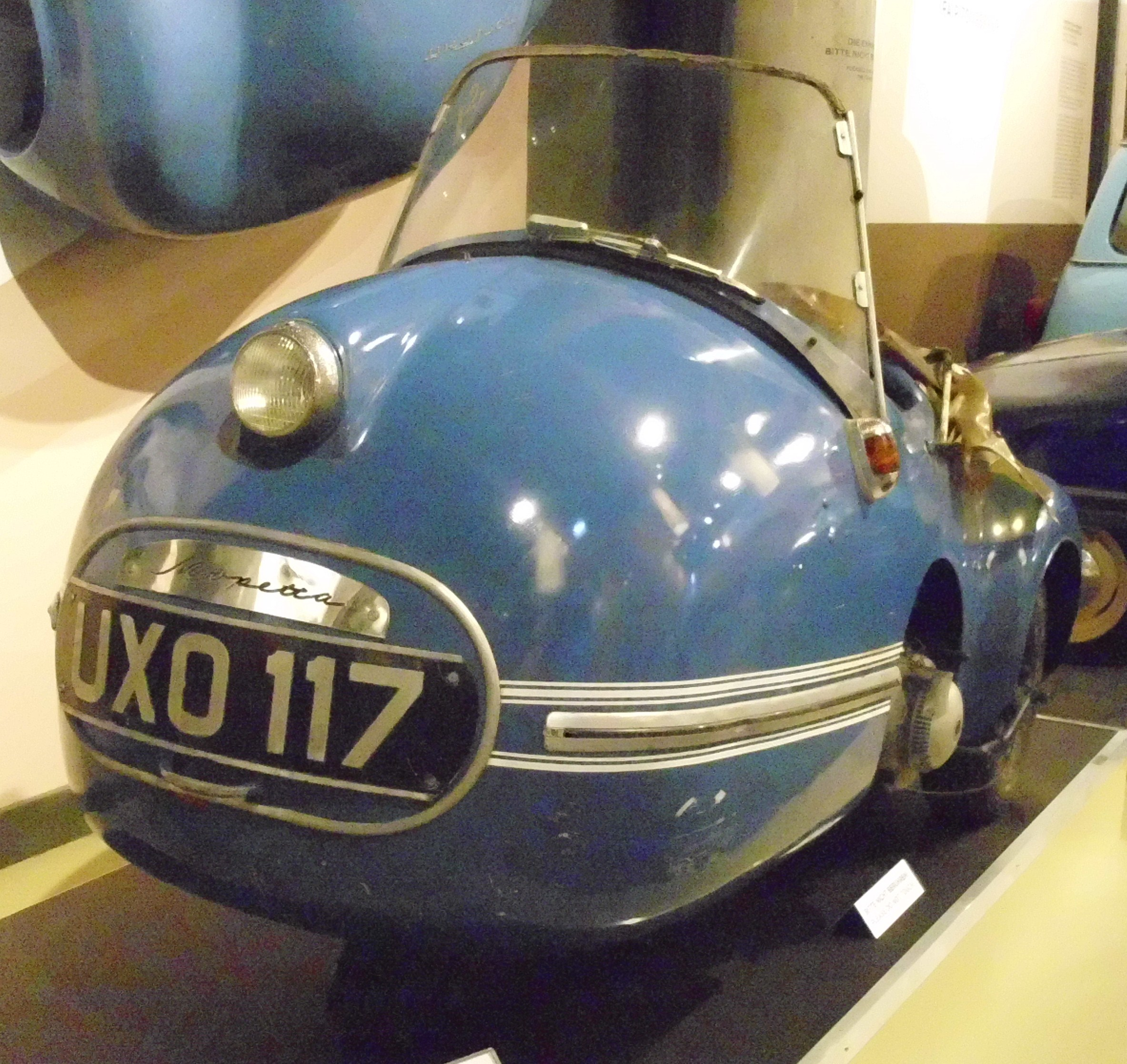
An der Front der Fahrzeuge der Mopetta GmbH von 1957 befindet sich das Mopetta-Markenemblem statt desjenigen von Brütsch

Mopetta war der Markenname, unter dem der Kleinstwagen 1957 zeitweilig, wenn auch nur für wenige Monate, vermarktet wurde.

### Allgemeines
Auch zur Automobilmarke ist die Quellenlage vergleichsweise schlecht. In dem achtseitigen deutschsprachigen Verkaufsprospekt im Format DIN A5, das auf das Jahr 1957 datiert werden kann, ist „Brütsch“ nicht mehr als Schriftzug auf den Abbildungen zu sehen; auch wird der Name nicht mehr ausdrücklich im Text genannt, weder als Konstrukteur, noch als Automobilmarke oder (bisheriger) Hersteller. Andererseits wird darin noch nicht Opelit als (Teil der) Modellbezeichnung, als Automobilmarke oder gar als Hersteller genannt.

### Zeitgenössische Bilder von Fahrzeugen der MarkeMopetta
Auf mehreren zeitgenössischen Bildern, insbesondere Werksfotos, sind Fahrzeuge der Mopetta-Familie abgebildet, die explizit ein Mopetta-Markenemblem statt eines von Brütsch an der Fahrzeugfront tragen; es handelt sich um ein glänzendes Metall-Schild mit ausgestanztem Mopetta-Schriftzug, das im oberen Bereich des chromumrandeten Frontovals montiert ist. Manche dieser Fahrzeuge tragen ein „Nummernschild“ mit der Aufschrift „1958“ als Hinweis auf das Modelljahr beziehungsweise den vorgesehenen Verkaufsbeginn für die geplante Großserie.
Die beiden Fahrzeuge, die in dem achtseitigen deutschsprachigen Verkaufsprospekt abgebildet sind, tragen an der Front allerdings gar kein Markenemblem; ihre (ungestempelten) Stuttgarter statt Frankfurter Kraftfahrzeugkennzeichen deuten darauf hin, dass sie von Brütsch noch auf Rechnung seines Unternehmens in Stuttgart gefertigt wurden.
Mindestens ein Fahrzeug mit Mopetta- statt Brütsch-Markenemblem diente 1957 im Vereinigten Königreich als Vorführwagen und erhielt das amtliche britische Kennzeichen „784 EPE“.

### Erhalten gebliebene Fahrzeuge der MarkeMopetta
Zumindest zwei Fahrzeuge mit Mopetta-Markenemblem sind bis heute erhalten geblieben:
- In England befindet sich eine Mopetta der Mopetta GmbH in unrestauriertem Originalzustand mit hellblauer Karosserie, weißem, keilförmigen Dekorstreifen und dunkelroter Innenausstattung. Das Fahrzeug wurde erstmals im November 1957 zugelassen und trägt das britische Kennzeichen „408 EPD“.[19][20][21]
- Ein zweites Exemplar hat eine dunkelblaue Karosserie, eine weiße Linierung ober- und unterhalb der seitlichen Chromleiste und eine dunkelblaue Innenausstattung; es trägt weiterhin das ehemalige britische Kennzeichen „UXO 117“. Die Zeitschrift Oldtimer Praxis berichtete im September 1991, dass das Fahrzeug nun im Automuseum Störy im niedersächsischen Bockenem ausgestellt sei.[22] Dort stand es bis zur Schließung 2004;[23] 2012 wurde die Mopetta verkauft und gehört nun zum Bestand des 2014 neu eröffneten Motorrad- und Automobilmuseums PS-Speicher in Einbeck.

Zu einem weiteren Fahrzeug mit Mopetta-Emblem sind die Hintergründe unklar: In Recklinghausen ist eine weiße Mopetta mit blauem keilförmigen Dekorstreifen, blauer Innenausstattung und Weißwandreifen als Personenwagen zugelassen.

### Gezielte Nachbauten von Fahrzeugen der MarkeMopetta

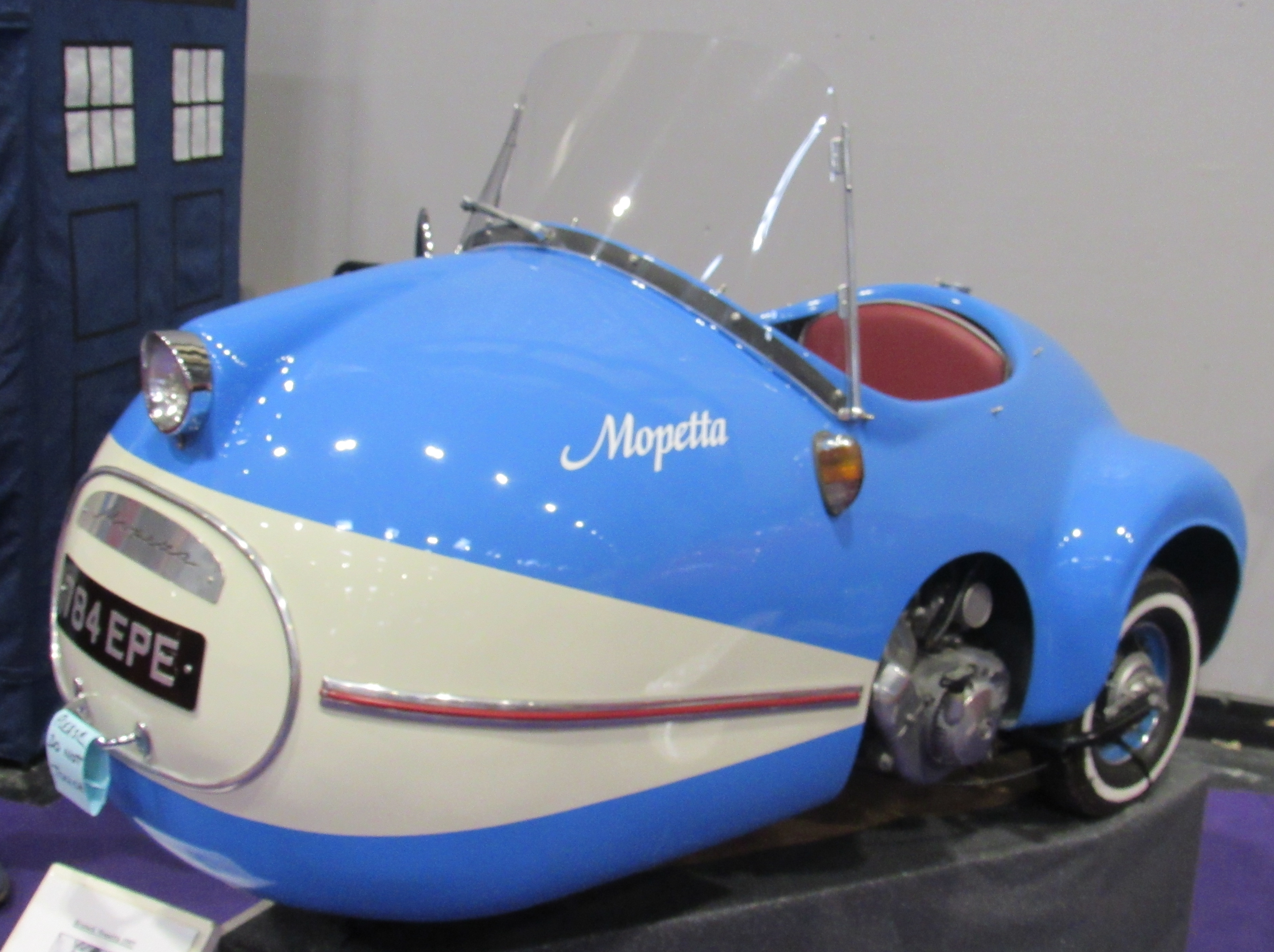
Die Replika der Mopetta der Mopetta GmbH von 2010/2011 bei der NEC Classic Motor Show 2017

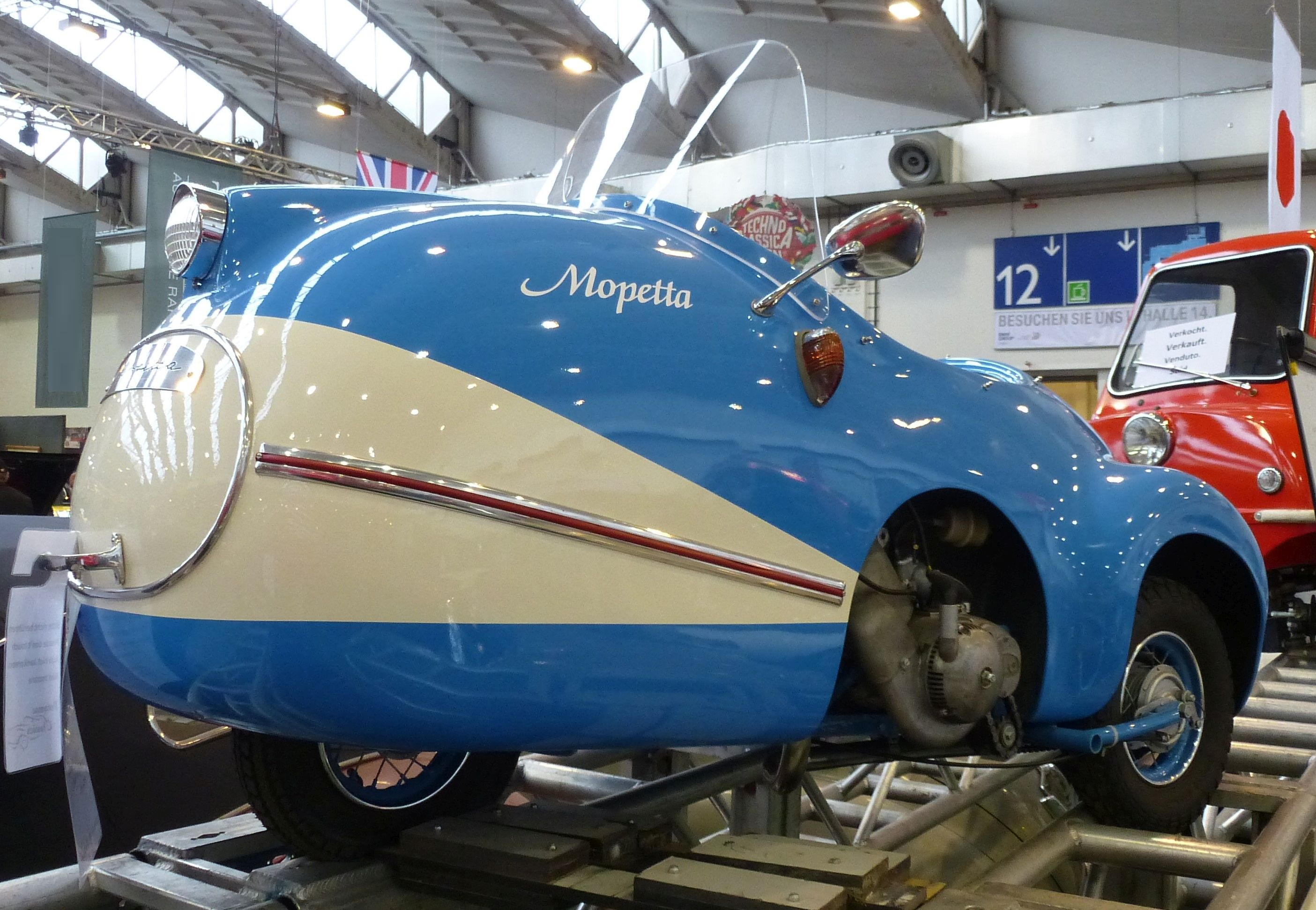
Eine von Andy Carter gefertigte Mopetta-Replika bei der Techno-Classica 2018 in Essen

Neben den Originalen entstand Ende 2010 / Anfang 2011 eine detailgetreue, hochwertige Nachfertigung für einen niederländischen Sammler und Museumsbetreiber durch den britischen Restaurator Andy Carter; Grundlage ist eine erhalten gebliebene Originalkarosserie aus den 1950er-Jahren. Das Fahrzeug hatte zunächst eine schwarze Lackierung mit einem weißen, keilförmigen Dekorstreifen und dunkelroter Innenausstattung, eine Außenfarbe, die ab Werk nie verwendet wurde. Im Jahr 2017 wurde das Fahrzeug bei der NEC Motor Show mit einer Lackierung in hellblau und weiß gezeigt. Anders als die übrigen Nachfertigungen trägt es das Mopetta-Markenemblem; ferner ist es mit dem britischen Kennzeichen „784 EPE“ versehen, das von dem Vorführwagen im Vereinigten Königreich 1957 bekannt ist.
Eine weitere Replika stand 2018 auf der Messe Techno-Classica in Essen zum Verkauf.

### Einordnung
Anhand des Entwicklungsstandes lassen sich die auf zeitgenössischen Fotos abgebildeten sowie die erhalten gebliebenen Fahrzeuge mit Mopetta-Markenemblem auf den Zeitraum zwischen Mitte und Herbst 1957 eingrenzen. Davor verwendete Brütsch in Prospekten und nur vereinzelt auch auf den Fahrzeugen den Markennamen Brütsch; danach nutzte Georg von Opel bei der Vermarktung als Lizenznehmer den Markennamen Opelit.
Andere Brütsch-Entwürfe, insbesondere die von dem Fachbuchautor Brian Laban mit der Mopetta GmbH in Verbindung gebrachten Modelle Pfeil und V2, erhielten hingegen nicht das Mopetta-Markenemblem. Insofern trat die Automobilmarke Mopetta gegen Mitte 1957 allein bezogen auf das Mopedauto die Nachfolge der Marke Brütsch an; sie wurde ihrerseits ab Ende September 1957 durch die Marke Opelit abgelöst.

## Mopettaals alleinige Modellbezeichnung

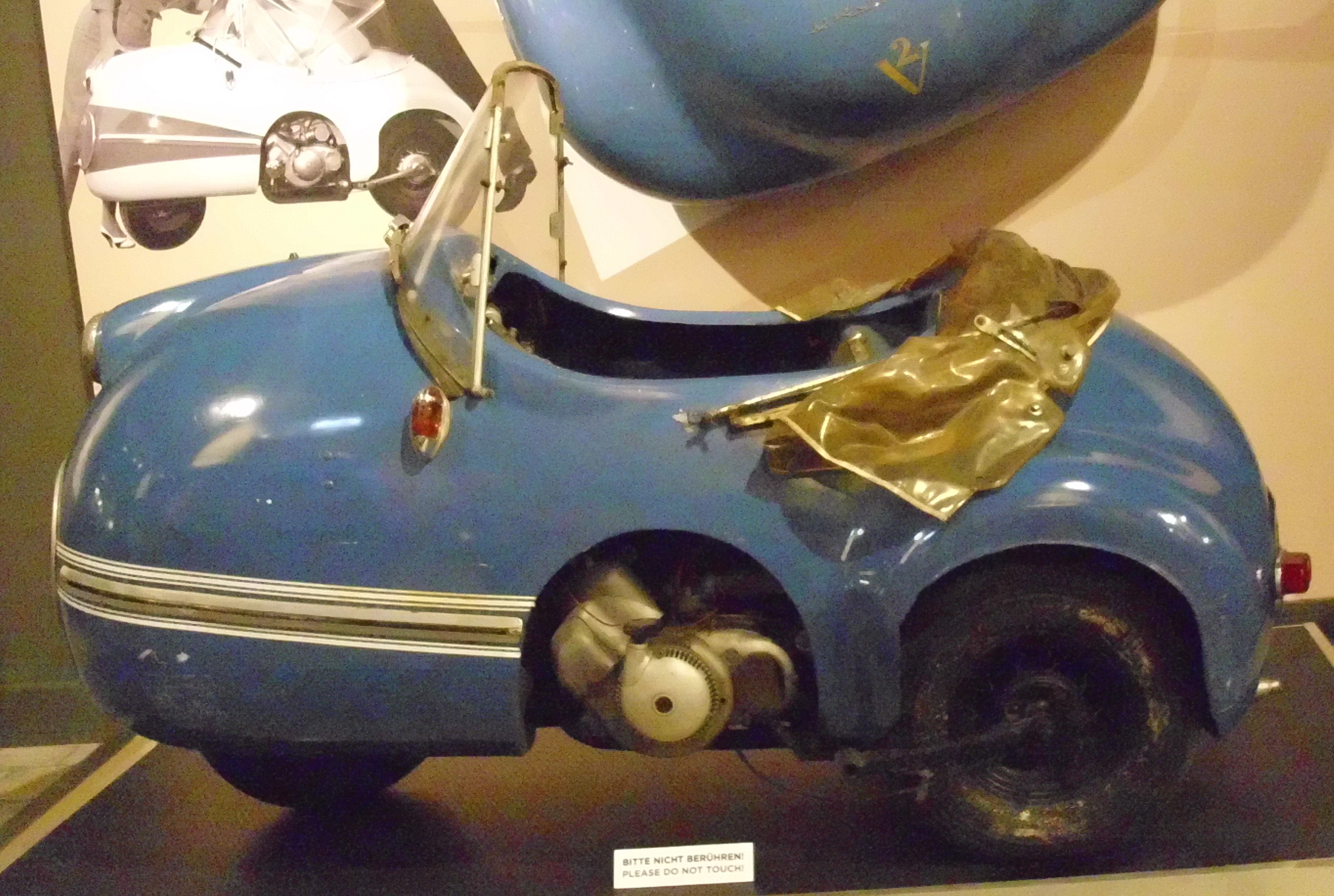
Gegenüber der Brütsch Mopetta aus der ersten Hälfte des Jahres 1957 ist bei den Fahrzeugen der Mopetta GmbH die Frontscheibe 8 cm höher und steht deutlich steiler

Ausweislich des achtseitigen deutschsprachigen Verkaufsprospekts im Format DIN A5, das auf Mitte bis Herbst 1957 zu datieren ist, war Mopetta in dieser Phase die alleinige Modellbezeichnung des Mopedautos ohne jeglichen weiteren Zusatz. Insofern ersetzte die schlichte Modellbezeichnung Mopetta gegen Mitte 1957 die bisherige Bezeichnung Brütsch Mopetta beziehungsweise die beiden Eigenschreibweisen BRÜTSCH-MOPETTA und Brütsch-MOPETTA; sie wurde ihrerseits gegen Ende September 1957 abgelöst, je nach Quelle durch die Modellbezeichnung Opelit Mopetta oder nur Opelit.
Kennzeichen der Mopetta der Mopetta GmbH waren:
- breiter konturierte hintere Radläufe, wodurch die Fahrzeugbreite von 880 auf 910 Millimeter wuchs;
- eine höhere, steiler stehende Windschutzscheibe aus Plexiglas, wodurch die Fahrzeughöhe von 1000 auf 1080 Millimeter stieg;
- ein glänzendes Markenemblem aus Metall mit ausgestanztem Mopetta-Schriftzug (nicht bei allen Fahrzeugen);
- keine gesonderten auflackierten oder aufgeklebten Mopetta-Schriftzüge mehr seitlich vorne rechts oder links sowie hinten;
- seitliche Metall-Streben rechts und links der Windschutzscheibe zur Fixierung eines ungefütterten Klappverdecks;
- rückwärtige Befestigungsvorrichtungen für das abnehmbare Klappverdeck (ein Metallbügel oder eine Reihe von Druckknöpfen entlang der hinteren Cockpitumrandung);
- eine Verdeckbespannung aus durchsichtigem Kunststoffmaterial;
- ein zusätzlicher Dichtungsgummi am oberen Rand der Windschutzscheibe (nicht bei allen Fahrzeugen);
- diverse Anbauteile mit seitlichen Fahrtrichtungsanzeigern, einem Rückspiegel mit kurzem Arm und einem Scheibenwischer, der mittig unten an der Scheibeneinfassung angelenkt ist, sowie
- weiterhin eine mopedartige Kurzgabel mit geschobener Langarmschwinge.[7][9]

Der Übergang von der Brütsch Mopetta zu den Fahrzeugen der Mopetta GmbH war bei den Details (bis auf das Markenemblem) recht fließend, so dass einzelne Details mitunter schon bei Ersteren zu finden sind.

## Das Verhältnis zurBrütsch Mopetta

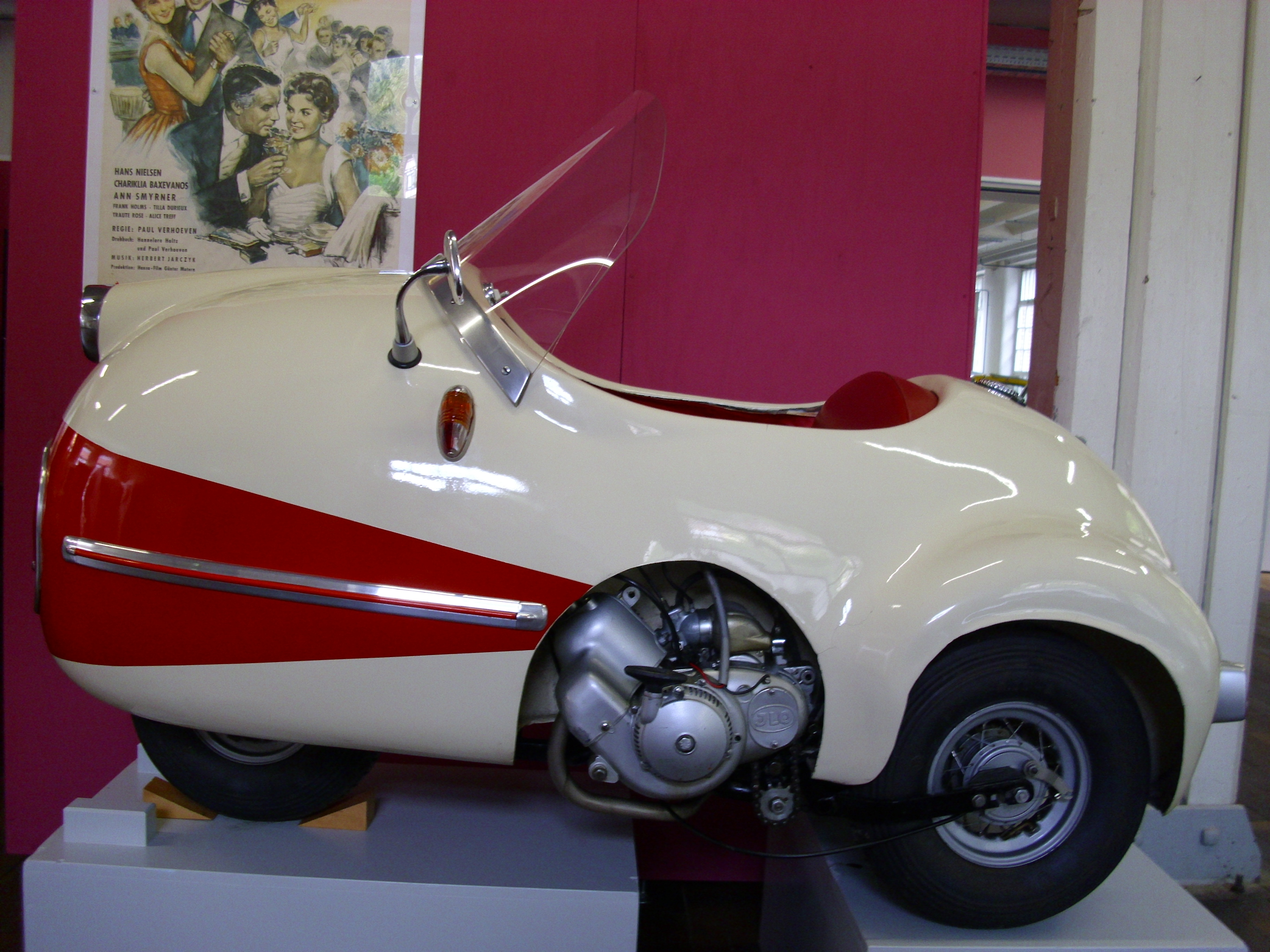
Zum Vergleich: Die Brütsch Mopetta in der Version aus der ersten Hälfte 1957 mit niedrigerer, flacherer Windschutzscheibe ohne Verdeck

Die Brütsch Mopetta (im engeren Sinn) war die Vorstufe der Mopetta der Mopetta GmbH. Von ihr entstanden mehrere Ausführungen:
- die ursprüngliche Version mit der Eigenschreibweise BRÜTSCH-MOPETTA, vorgestellt im Oktober 1956 auf der Internationalen Fahrrad- und Motorradausstellung (IFMA) in Frankfurt am Main; der Motor stammte von dem deutschen Zweiradhersteller MOTA, war in die Vorderradgabel eingebaut und sollte direkt das einzelne, gelenkte Vorderrad antreiben;[1][28]
- mehrere Zwischenstufen mit und ohne Verdeck sowie  Veränderungen am Antrieb; zuletzt
- die überarbeitete Version mit der Eigenbezeichnung Brütsch-MOPETTA Luxusausführung, vorgestellt im Frühjahr 1957; der Motor stammte nun von den ILO-Motorenwerken, war seitlich links außen neben dem Fahrer montiert und trieb per Kette allein das linke Hinterrad an; zur vorgesehenen Serienausstattung gehörte ein Klappverdeck und eine Heizung.[1][15]

Charakteristisch war die Eigenschreibweise mit Bindestrich sowie ganz oder teilweise in Großbuchstaben. Der Markenname lautete Brütsch und Hersteller war das einzelkaufmännische Unternehmen Egon Brütsch Fahrzeugbau Stuttgart.
In den zeitgenössischen Medien wie auch den aktuellen Veröffentlichungen wurde und wird regelmäßig auf den Bindestrich verzichtet; ferner wurden und werden gewöhnlich die allgemeinen Regeln zur Groß- und Kleinschreibung angewendet. Die Modellbezeichnung, die seit langem in Veröffentlichungen für die Fahrzeuge aus dieser Entwicklungs- und Fertigungsepoche üblich ist, lautet daher Brütsch Mopetta (ohne Bindestrich).
Über diesen engeren Sinn hinaus wird die Bezeichnung in vielen Veröffentlichungen in einem weiteren Sinn verwendet; sie umfasst dann auch die späteren Fahrzeuge der Mopetta-Familie, die allein als Mopetta von der gleichnamigen GmbH unter der gleichnamigen Marke sowie danach als Opelit Mopetta beziehungsweise nur als Opelit vermarktet wurden.

## Das Verhältnis zurOpelit Mopetta/ zumOpelit

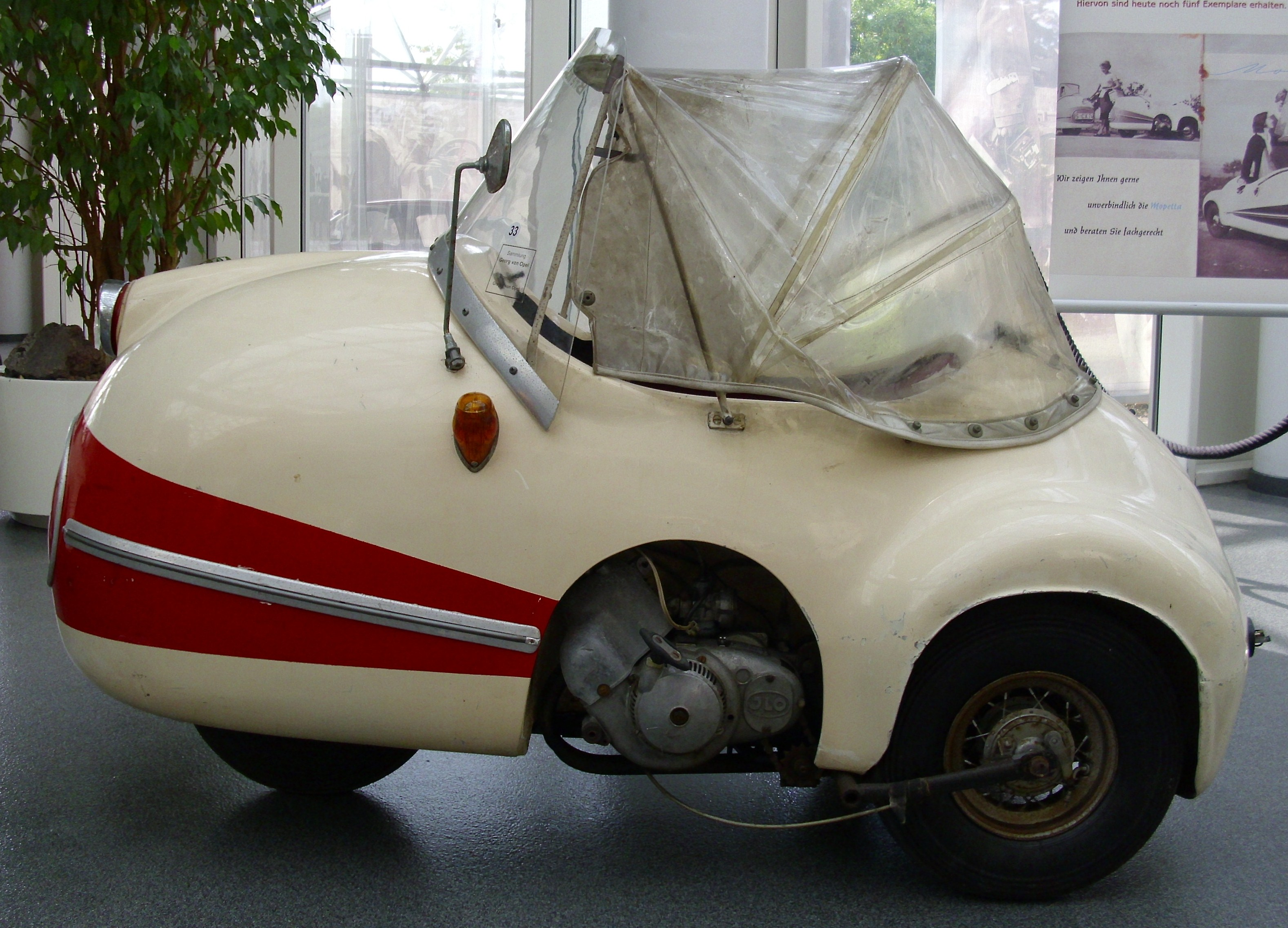
Zum Vergleich: Die Opelit Mopetta als letzte Evolutionsstufe; die hohe und steile Windschutzscheibe ist nun breiter und die Vorderradgabel einfacher

Die Opelit Mopetta beziehungsweise der Opelit war die Nachfolgeversion der von der Mopetta GmbH hergestellten Mopetta.
Gegen Mitte 1957 übernahm der wohlhabende hessische Unternehmer Georg von Opel, ein Enkel von Adam Opel und Sohn von Carl von Opel, die Führung des Fahrzeugprojekts, zunächst noch unter der Marke Mopetta. Für Ende 1957 war der Beginn einer Großserienfertigung bei dem kriselnden Motorradhersteller Horex im hessischen Bad Homburg vor der Höhe geplant; 100.000 Fahrzeuge sollten gefertigt und über vier Jahre verkauft werden, jedoch verzögerte sich der Produktionsbeginn.
Im Zuge der Produktionsvorbereitungen überarbeiteten Horex-Techniker den Kleinstwagen, wodurch er insbesondere eine neue, einfachere Vorderradaufhängung erhielt. Ab Ende September 1957 entstanden etwa fünf weitere Vorserienfahrzeuge, ehe von Opel im Frühjahr 1958 noch vor Anlauf der Großserienfertigung das Projekt beendete.
In den zeitgenössischen Medien wie auch den aktuellen Veröffentlichungen wurde und wird das Fahrzeugmodell dieser Periode uneinheitlich bezeichnet. Teilweise ist von Opelit Mopetta die Rede, teilweise nur von Opelit. Teils nutzten und nutzen Medien die Bezeichnung Brütsch Mopetta weiter, teils den Folgenamen Mopetta ohne weiteren Zusatz.

## Mopettain der öffentlichen Wahrnehmung
In deutschsprachigen Quellen wird die Mopetta GmbH kaum als separater Automobilhersteller behandelt, ebenso wenig Mopetta als eigene Automobilmarke. Die Phase zwischen Wegfall des Markennamens Brütsch und Begründung des neuen Markennamens Opelit war zu kurz, um Mopetta in den Medien und der Öffentlichkeit nachhaltig als eigene Marke zu etablieren. Auch war das Projekt unter dem Konstrukteur und der Marke Brütsch in Deutschland bereits zu bekannt, als dass sich Mopetta als Hersteller und Marke hätte nachhaltig durchsetzen können.
In englischsprachigen Quellen wird diese Differenzierung hingegen eher nachvollzogen. Der Markenname Brütsch, der mit seinem Umlaut „ü“ und der Buchstabenfolge „-tsch“ im Englischen ohnehin häufig zu Rechtschreibfehlern und Ausspracheschwierigkeiten führte, war dort weniger bekannt und etabliert. Ferner unterstützten die Beteiligten die Differenzierung der Marken im Vereinigten Königreich dadurch, dass zwar der Mopetta-Vorläufer Brütsch Zwerg von dem Unternehmen Bruetsch Cars England, Limited in Nottingham vermarktet wurde, die Mopetta hingegen zunächst von dem Unternehmen Automotive and Marine Ltd. in London.
Diverse englischsprachige Quellen nennen dementsprechend Mopetta als eigenständige Marke des Mopedautos und nicht (vorrangig) Brütsch.

## Andere Fahrzeugmodelle mit dem NamensbestandteilMopetta
Im Anschluss an das bundesdeutsche Kleinstwagenprojekt nutzten ab den 1960er-Jahren auch zwei Kraftfahrzeugprojekte aus Österreich den Fahrzeugnamen Mopetta:
- Von 1961 bis 1972 entstanden etwa 200 Exemplare des Dreirad-Transporters Mopetta Lastenboy. Hersteller war der Konstrukteur Wilhelm Gesierich aus Wien. Das offene, einsitzige Fahrzeug hatte ein einzelnes Hinterrad, das von einem gebläsegekühlten Einzylinder-Zweitaktmotor aus einem Moped angetrieben wurde, zunächst von Fichtel & Sachs, dann von Puch. Über der Vorderachse mit zwei gelenkten Rädern von rollerartiger Größe ruhte eine Ladepritsche; das knapp über 100 Kilogramm schwere Fahrzeug hatte eine maximale Zuladung von 100 Kilogramm und war auf 40 Kilometer pro Stunde gedrosselt.[35][36][37]
- Von etwa 1966 bis 1972 entstanden ungefähr 50 Exemplare des überdachten, türlosen Kleinstwagens MEGU Mopetta. Er war eine weiterentwickelte Variante des Mopetta Lastenboy mit einem Einbaumotor von Puch; er war mit mopedartiger Lenkung als seitlich offener Tandemzweisitzer erhältlich (als Stadt- und Überlandauto für 19.800 Schilling), mit zusätzlichem Cabrioverdeck für weitere 1.500 Schilling und als einsitziger Mopetta Lieferwagen mit hinterer Ladepritsche für ebenfalls 19.800 Schilling. Hersteller war das Unternehmen MEGU Metall- und Gußwarenhandels Ges.m.b.H. aus Wien.[38][39][40]

### Bücher
- Hanns Peter Rosellen: Deutsche Kleinwagen nach 1945 – geliebt, gelobt und unvergessen. Weltbild Verlag, Augsburg 1991, ISBN 3-89350-040-5, S. 184–189 und 193 f.
- Brian Laban in: Nick Baldwin, George Nick Georgano, Michael Sedgwick, Brian Laban (Hrsg.): The World Guide to Automobile Manufacturers. Facts On File Publications, New York, New York, Vereinigte Staaten / Oxford, Vereinigtes Königreich 1987, ISBN 0-8160-1844-8, S. 76 (englisch).
- Adam Quellin: The little Book of Microcars. Veloce Publishing, Poundbury, Dorchester, Dorset, Vereinigtes Königreich 2015 (E-Book), ISBN 978-1-84584-894-1, Chapter 4: The automotive Tiddlers (englisch).
- Clive Gifford: DK – Cars, Trains, Ships & Planes – A visual encyclopedia of every vehicle. Dorling Kindersley, London, Vereinigtes Königreich 2015, ISBN 978-1-4093-4850-4, S. 92 f. (englisch).
- Jeff Clew: Motorcycling in the 50s. Veloce Publishing, Poundbury, Dorchester, Dorset, Vereinigtes Königreich 2016 (E-Book-Version der gedruckten Ausgabe von 1995), ISBN 978-1-84584-754-8, Chapter The bubble that burst (englisch).

### Zeitschriften
- Popular Mechanics. Band 107, Nr. 4, April 1957, S. 97. (englisch)
- auto motor und sport. Nr. 20/1957, 21. September 1957.
- Das Moped. Nr. 10/1957, Kleinwagen 1957.
- Popular Mechanics. Band 109, Nr. 4, April 1958, S. 133. (englisch)
- Oldtimer Markt. 6/2002, Juni 2002.
- Auto Bild. Jörg Maltzan: Zwei Cabrios, zwei Welten – Lamborghini Murciélago/Brütsch Mopetta (Vergleichstest), 14. April 2010, wiedergegeben hier, abgerufen am 29. Januar 2017.
- Automobil- und Motorrad-Chronik, Heft 5/1977 Seiten 10–11 und 17, 37.